# 真珠のネックレスをした若い女性
『真珠のネックレスをした若い女性』（しんじゅのネックレスをしたわかいじょせい、独: Junge Frau mit Perlenschmuck、英: Young Woman in a Pearl Necklace）は、オランダ絵画黄金時代の画家ウィレム・ドロステが1654年ごろ、キャンバス (板で裏打ち) 上に油彩で制作した絵画である。署名は記されていない。1723年にポーランドからフリードリヒ・アウグスト1世 (ザクセン王) のドレスデンの絵画収集に入り、現在、ドレスデンのアルテ・マイスター絵画館に所蔵されている。

## 作品

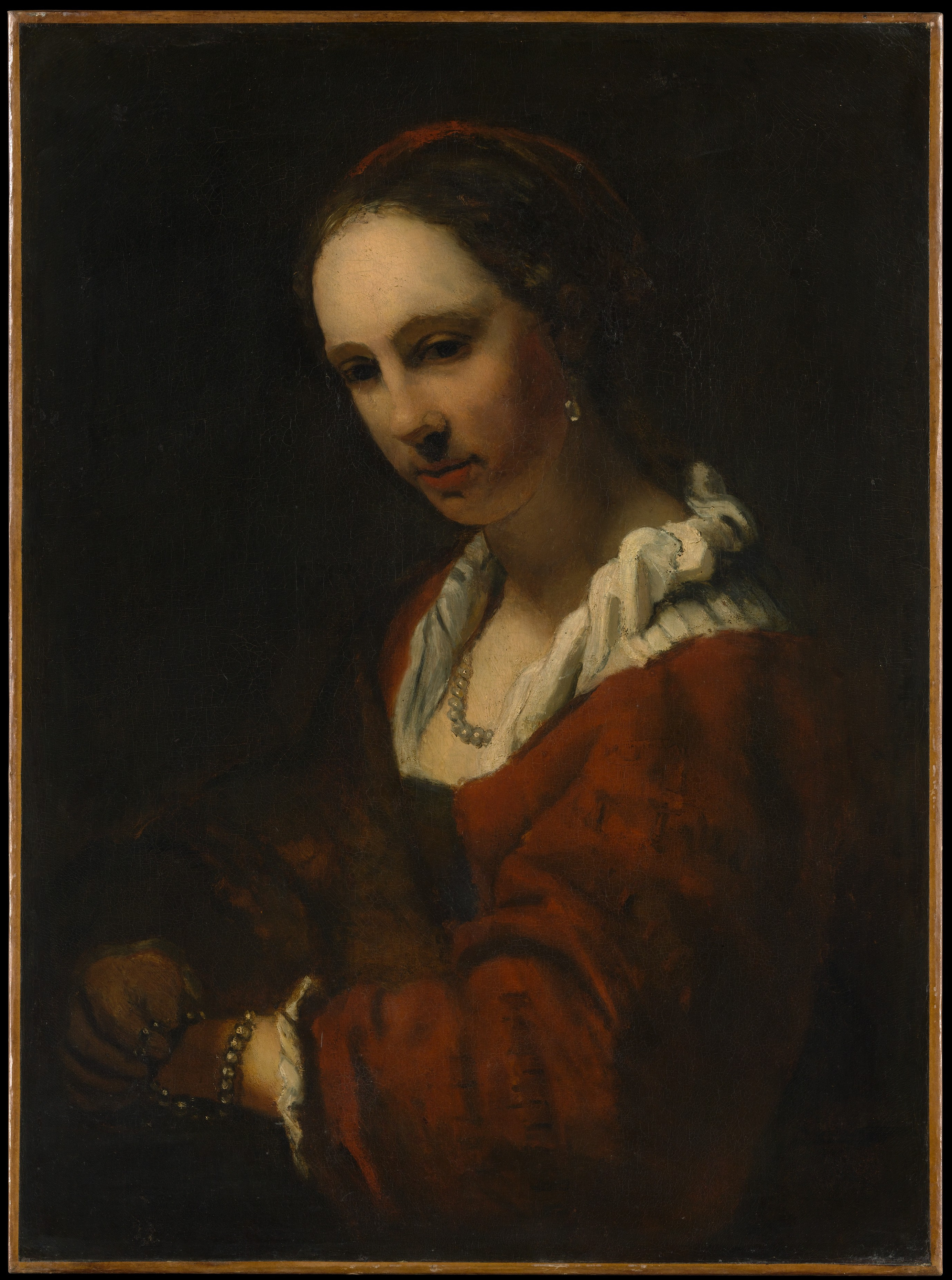
メトロポリタン美術館 (ニューヨーク) にある『真珠のネックレスをした若い女性』の複製

レンブラントのもとでの修業が終わった直後の1650年代前半に描かれたドロステの作品は、師の作品とよく似ている。ドロステは、特にトローニーと呼ばれるタイプの絵画に専念した。これはレンブラント派の絵画の特殊な形式で、特定の人物の肖像ではなく、特徴的な表情や美しい衣装を強調し、人物を描く画家の技量を見せる手法であった。半分影に覆われた顔、わずかに下げられた顔、ゆったりとした姿勢などは、この種の絵画に典型的なもので、本作もトローニーである。
描かれている女性は、『ダビデ王の手紙を持つバテシバ』 (ルーヴル美術館、パリ) と同じモデルの女性である。鑑賞者を見つめている彼女は、真珠のネックレスを覗かせるためにわずかに開かれている胴着を身に着けている。手で真珠の腕輪を掴んでいることで、そこに鑑賞者の注意を引きつけている。この印象的な真珠は、彼女の憂いを帯びた表情と相まって、失われた純潔を暗示しているのではないかと解釈されている。本作は、寓意的な性格を持っている可能性がある。

本作は、1914年に研究者ホフステーデ・デ・フロート によりニューヨークのメトロポリタン美術館にあるレンブラントの作品の複製として記録されている。メトロポリタン美術館の作品は前年にベンジャミン・アルトマンからの遺贈で収蔵されたばかりで、美術館の名品の1つと見なされていた。ホフステーデ・デ・フロートは女性をレンブラントの妻ヘンドリッキエ・ストッフェルスであると考え、以下のように記した。
719番。ヘンドリッキエ・ストッフェルス。半身像。彼女は右を向いて座り、頭をかしげつつ鑑賞者を見ている。右手で真珠の腕輪を左手首に着けている。彼女の赤い衣服は胸のところまでの長さで、折り目のあるブラウスは開いている。覆われていない胸の上には真珠のネックレスが掛かっている。左耳だけが見えており、真珠のペンダントがつけられいる。頭部には帽子をかぶっている。1658年ごろの制作。複製がドレスデンの絵画館にあり、1908年の目録番号はベルナールト・ファブリティウス (Bernaert Fabritius) の作品として1591番。ホフステーデ・デ・フロートの『Onze Kunst, 1999』の181ページで言及。ロンドンのL. レッサー (L. Lesser) の所有。次いで、ロンドンのデュヴィーン (Duveen) 兄弟の所有。次いで、ニューヨークのベンジャミン・アルトマンの所有。1913年にメトロポリタン美術館に遺贈。現在、メトロポリタン美術館蔵。
現在、本作のファブリティウスへの帰属は取り下げられ、ドロステの真作として見なされている。一方、メトロポリタン美術館の作品は、本作の同時代の複製であると考えられている。

## 関連作品
本作の女性は、ほかのドロステの絵画にも登場する。

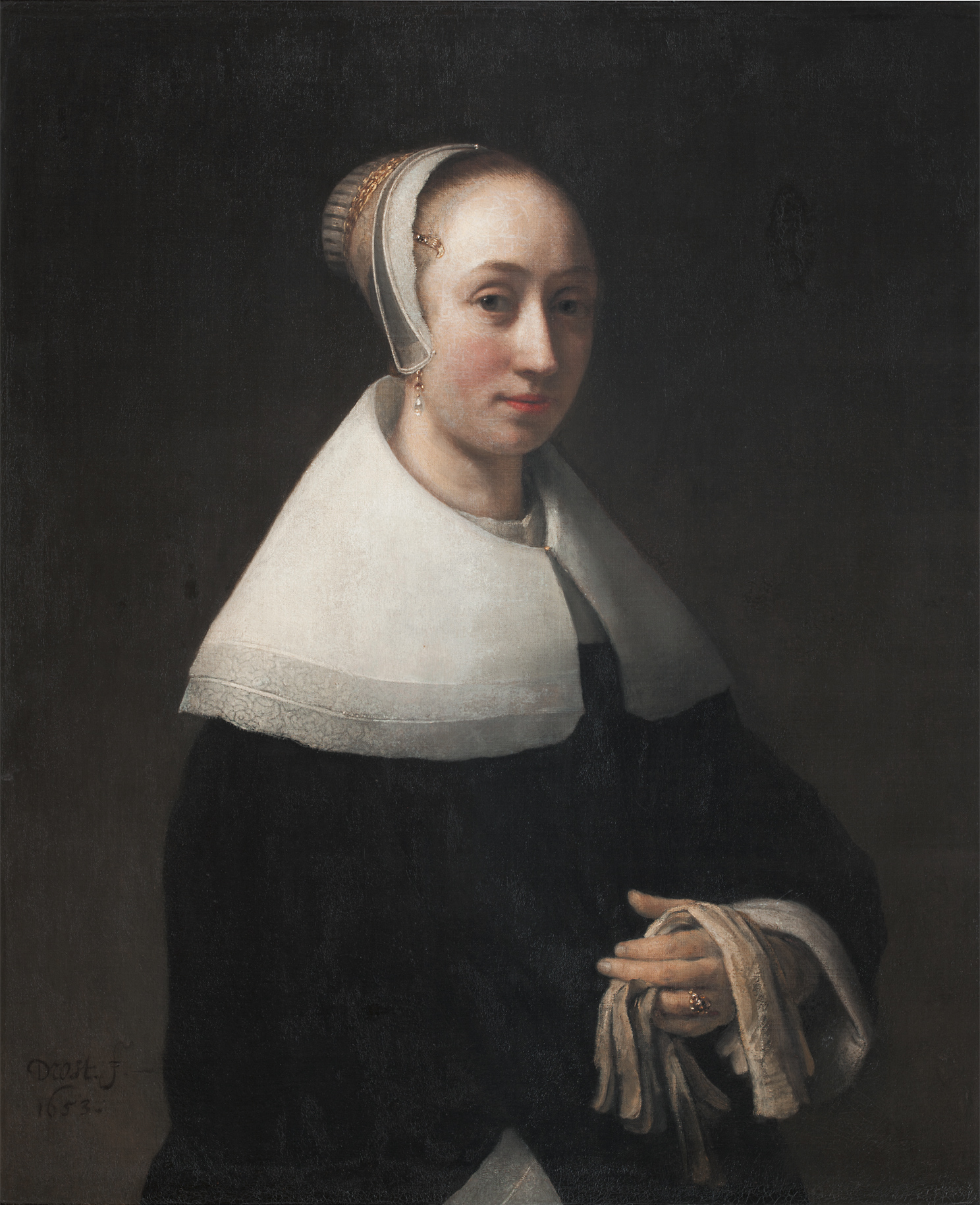
『女性の肖像』
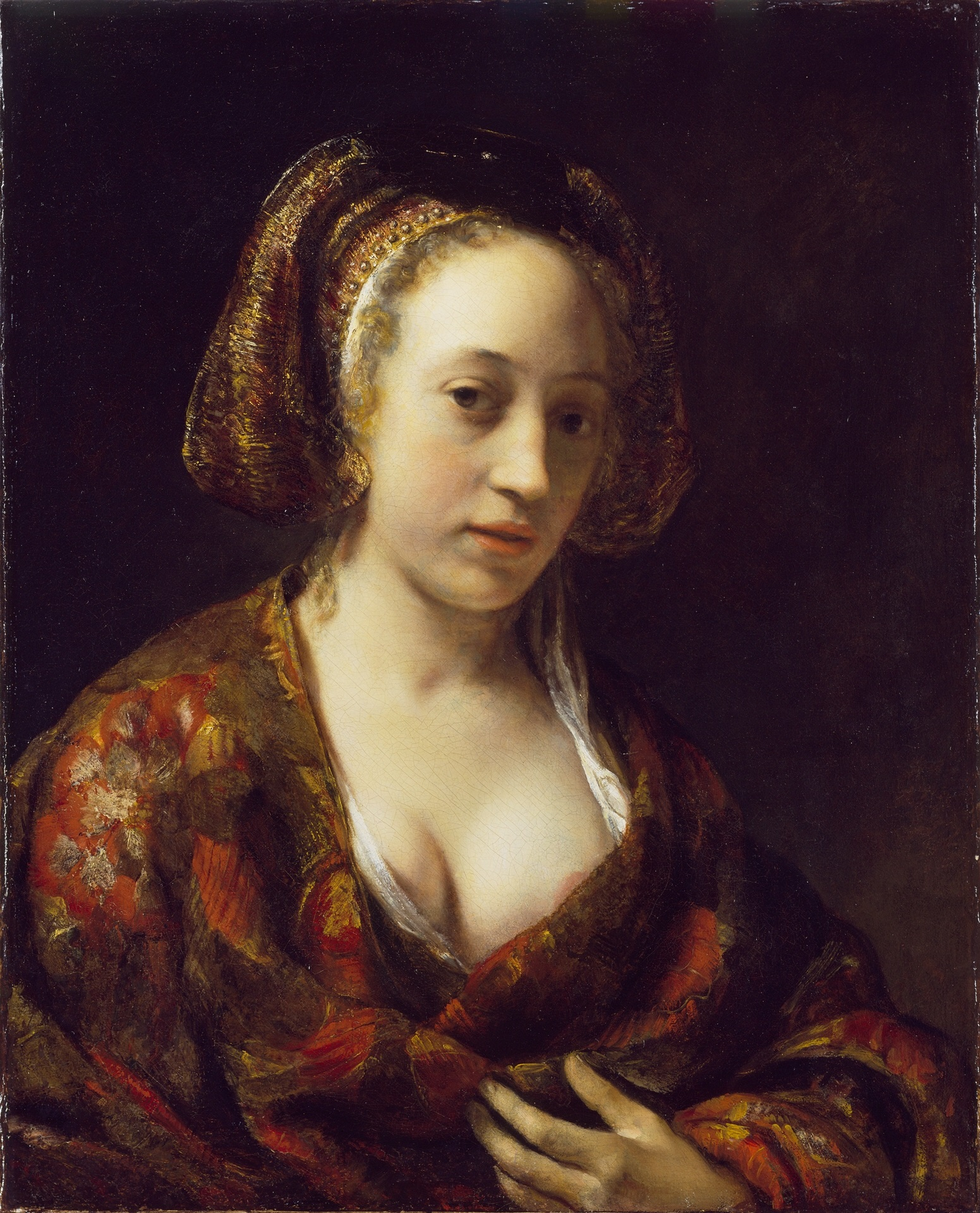
『織物のガウンを着た女性』
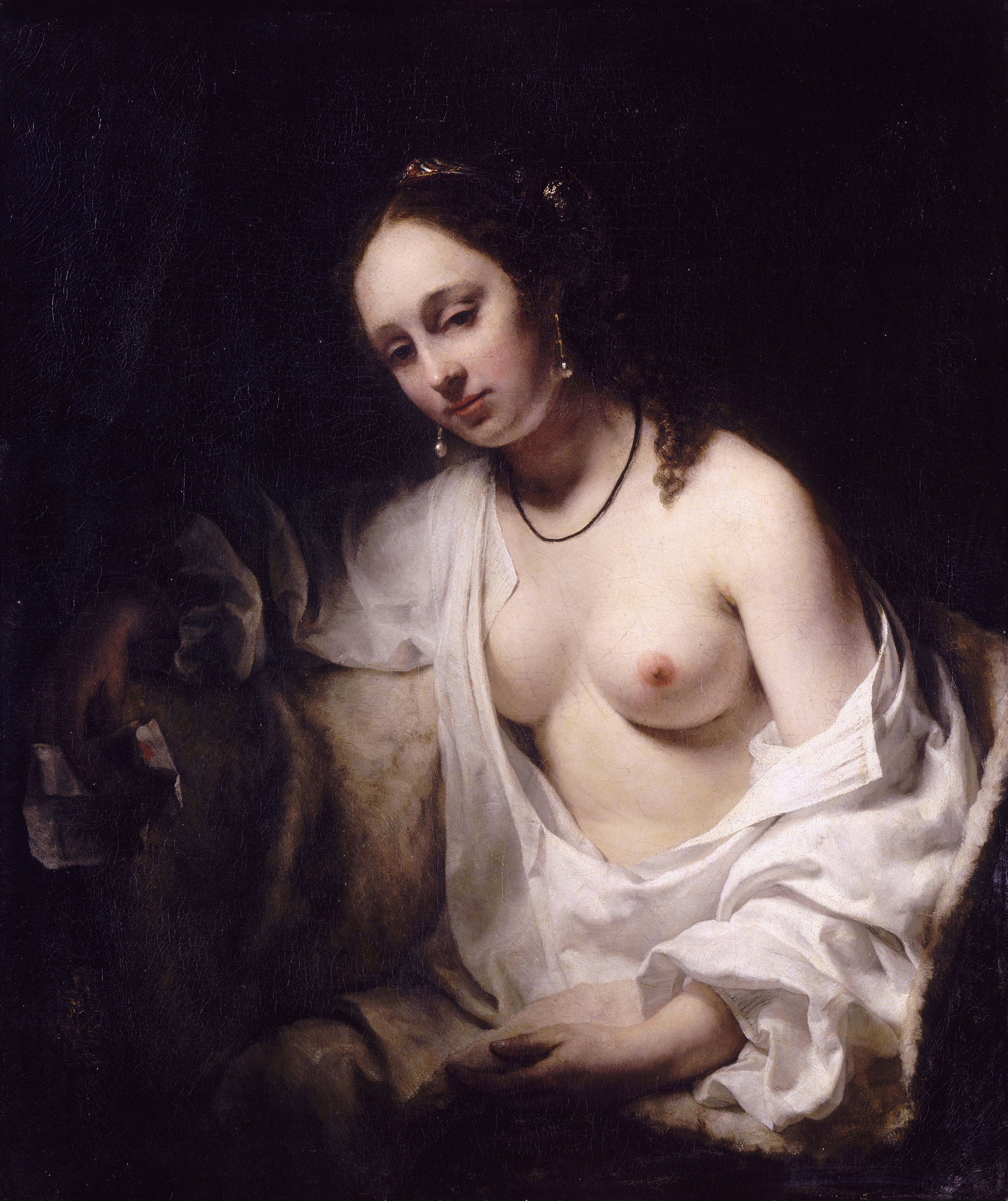
『ダビデ王の手紙を持つバテシバ』